# Chợ Bangsan
Chợ Bangsan là một chợ truyền thống nằm trong khu phố Jugyo-dong của Jung-gu, Seoul, Hàn Quốc. Chợ nổi tiếng với mặt hàng nguyên vật liệu đóng gói và bao gồm hơn 550 cửa hàng.
Tên của chợ bắt nguồn từ điều kiện vật chất trước kia của vị trí này trong suốt triều đại Joseon. Vào thời điểm đó khu vực này không được duy trì tốt, và do đó trở nên nổi tiếng vì mùi khó chịu của nó. 
Theo Chính quyền thủ đô Seoul, chợ Bangsan đã được chỉ định là một điểm đến du lịch từ năm 2011. Chính quyền quyết định giữ nguyên cảm giác của một chợ truyền thống tự nhiên thay vì hiện đại hóa nó. Chính quyền nói rằng điều đó sẽ tiếp tục cải thiện hình ảnh của khu chợ.